# Ramon Godó i Dagas
Ramon Godó i Dagas (Castelló d'Empúries, 1886 – 1959) fou un organista i compositor català.

## Biografia
Fou fill de l'estanquer Martí Godó i Bordas i de la figuerenca Antònia Dagas i Bru. Va ser organista de La Bisbal, on també hi va fundar l'Orfeó. Sota el magisteri del titular Joaquim Serratosa, a partir de 1904, Ramon Godó va actuar d'organista interí a la parroquial de Castelló, en diverses ocasions. L'any 1928 guanyà la plaça d'organista a Santa Maria del Pi de Barcelona. Va compondre obres religioses, entre les quals es conserva una Missa de difunts.